# Bất ổn chính trị Thái Lan tháng 4, 2009

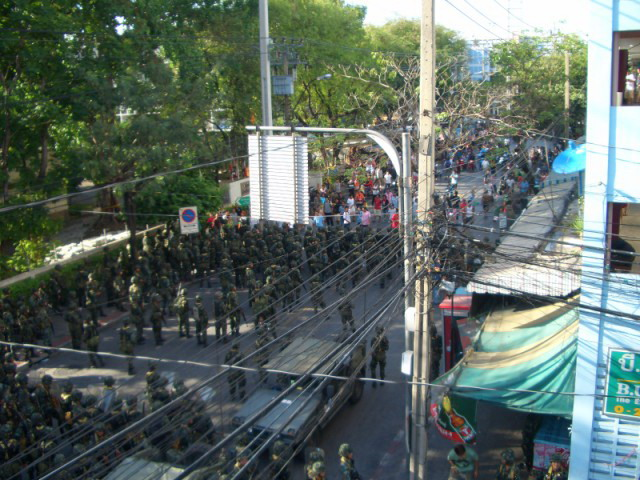
Người biểu tình áo đỏ đụng độ với quân đội trên đường Pracha Songkhro, Bangkok ngày 13 tháng 4 năm 2009

Một loạt các cuộc biểu tình chính trị và tình trạng bất ổn theo sau xảy ra ở Thái Lan từ ngày 26 tháng 3 đến 14 tháng 4 năm 2009 tại Bangkok và Pattaya chống lại chính phủ Abhisit Vejjajiva và cuộc đàn áp của quân đội sau đó. Có đến 100.000 người tuần hành ở trung tâm Bangkok vào lúc cực đỉnh của các cuộc biểu tình. Chính phủ của thủ tướng Abhisit gặp phải một sự mất mặt lớn lao sau khi thất bại trong việc ngăn cản hàng trăm người biểu tình tràn ngập nơi tổ chức hội nghị thượng đỉnh có sự tham dự của 16 quốc gia châu Á, buộc phải hủy bỏ cuộc họp và di tản các nhà lãnh đạo bằng trực thăng. Liên hiệp Vương quốc Anh và Bắc Ireland, Singapore và một số nước khác đưa ra các lời khuyên công dân của họ không nên sang du lịch tại Thái Lan, sau khi Thủ tướng Abhisit đưa ra tuyên bố tình trạng khẩn trương trên toàn nước này, nhưng dân chúng vẫn không tuân hành mà còn tiếp tục biểu tình, bạo động dữ dội hơn. Cuộc biểu tình được kêu gọi chấm dứt trước sự đe dọa trấn áp của quân đội.

## Nguyên nhân
Thaksin Shinawatra ở chức Thủ tướng Thái Lan từ năm 2001 đến 2006, thắng lớn trong hai cuộc bầu cử. Những người ủng hộ ông phần lớn thuộc thành phần dân nghèo ở nông thôn. Vào năm 2008, Thái Lan ở trong tình trạng bất ổn sau nhiều tháng trời biểu tình chống đối của cả hai phía chống đối và ủng hộ Thaksin, người đã bị quân đội đảo chánh lật đổ năm 2006, lấy lý do là ông tham nhũng và lạm quyền.
Đồng minh chính trị của ông Thaksin được dân chúng bầu lên để thay thế sau đó, nhưng những người thuộc nhóm Liên minh Dân chủ Nhân dân, còn được gọi là nhóm "áo vàng", chống Thaksin buộc liên tiếp hai chính phủ bị coi là thân Thaksin phải từ chức qua các cuộc biểu tình kéo dài nhiều tháng trời của phe chống Thủ tướng Thaksin đã làm chính quyền tê liệt. Những người trong nhóm này phần lớn là giới trung lưu và trí thức trong xã hội Thái Lan, cũng như các thành phần bảo hoàng và sĩ quan hồi hưu.
Ngày 17 tháng 12 năm 2008, Abhisit Vejjajiva, lãnh tụ Đảng Dân chủ được chỉ định làm Thủ tướng, sau khi tòa án Thái Lan ra lệnh giải tán hai chính phủ có khuynh hướng thân Thaksin. Sau khi Somchai Wongsawat, cựu Thủ tướng và cựu phó lãnh đạo cũ của Đảng Sức mạnh Nhân dân bị cấm chỉ không được tham gia vào chính trị trong vòng năm năm bởi tòa án. Việc Abhisit lên nắm quyền và thành lập chính phủ thứ năm ở Thái Lan trong thời gian chưa đầy hai năm nay, diễn ra sau khi những người biểu tình chống hai chính phủ trước đã gây thiệt hại trầm trọng cho kỹ nghệ du lịch ở Thái Lan sau khi người biểu tình chiếm đóng hai phi trường lớn ở thủ đô Bangkok khiến hàng trăm ngàn du khách bị kẹt ở quốc gia này. Những người biểu tình chống hai chính phủ trước đã đưa chính phủ vào tình trạng tê liệt khi họ chiếm đóng văn phòng thủ tướng trong ba tháng trời, phá phách gây thiệt hại vật chất cho nơi này. Quyết định của tòa chấm dứt cuộc đối đầu chính trị tệ hại nhất ở Thái Lan và phía chống ông Thaksin ngưng cuộc biểu tình. Tuy nhiên các phán quyết này tạo sự giận dữ từ phía thành phần ủng hộ Thaksin, những người mặc áo đỏ, vì cho rằng ông Abhisit không có được sự chính thống khi lên nắm quyền.
Ông Thaksin phải lưu vong từ năm 2008 và bị tuyên án khiếm diện tội vi phạm luật chống tham nhũng của Thái Lan. Thaksin vẫn có sự hậu thuẫn mạnh mẽ của dân chúng vùng nông thôn qua các chính sách trợ giúp người nghèo khó, trong khi giới thượng lưu ở thành thị, giới khoa bảng, quân đội và thành phần bảo hoàng cho rằng ảnh hưởng của đa số dân chúng này đe dọa quyền lợi của chính họ. Sau khi lên nắm quyền, Abhisit tìm cách đưa ra một hình ảnh yên bình ở Thái Lan và nhiều lần bác bỏ đòi hỏi từ chức.

## Bản chất
Những người biểu tình thuộc tổ chức mệnh danh Mặt trận Thống nhất Dân chủ Chống Độc tài là thành phần ủng hộ cựu Thủ tướng Thaksin, người đã nói chuyện với họ hầu như hằng đêm qua phim băng gửi về từ nơi ông đang lưu vong. Họ nói rằng chính quyền Abhisit lên cầm quyền ba tháng trước đây nhờ vào những thủ đoạn bất hợp pháp và không chính đáng - nhờ một quyết định của tòa ra lệnh giải tán chính phủ thân ông Thaksin. Họ đòi hỏi giải tán quốc hội và kêu gọi chính phủ hãy mở ra các cuộc bầu cử mới. Khi đang ở Luân Đôn để đại diện các quốc gia Đông Nam Á tham dự hội nghị thượng đỉnh G-20, Abhisit bác bỏ lời kêu gọi từ chức. Những người ủng hộ Thaksin nói các phán quyết của tòa có ảnh hưởng chính trị và không công bằng đối với ông Thaksin. Họ cũng cáo buộc thành phần thượng lưu trong xã hội gồm quân đội, giới tư pháp và các viên chức chính phủ không được dân chúng bầu lên, là đã gây nguy hại cho nền dân chủ Thái Lan bằng cách can dự vào chính trị. Shinawatra là người được đa số phía biểu tình coi như là lãnh tụ của họ.

## Nội các thoát bỏ phiếu bất tín nhiệm, biểu tình vẫn tiếp tục
Ngày 20 tháng 3 năm 2009, phía đối lập đả kích Ngoại trưởng Kasit Piromya là không xứng đáng để phục vụ trong chính quyền vì ông ủng hộ các cuộc biểu tình vô trật tự trên đường phố Bangkok và cuộc chiếm đóng hai phi trường ở Bangkok. Chính phủ mới lên cầm quyền được ba tháng thoát khỏi cuộc bỏ phiếu bất tín nhiệm ngày 21 tháng 3, tuy nhiên các phân tích gia chính trị nói rằng các cuộc biểu tình chống đối của những người trung thành với cựu thủ tướng đang lưu vong Thaksin Shinawatra sẽ còn tiếp tục. Thủ tướng Abhisit Vejjajiva và năm bộ trưởng trong nội các của ông thắng trong cuộc bỏ phiếu bất tín nhiệm bằng một tỉ số thuận lợi 246-176 phiếu với 12 phiếu trắng tại Hạ viện.
Đảng đối lập Phuea Thai, có lập trường hậu thuẫn những đồng minh chính trị của Thaksin, khởi sự tiến trình bất tín nhiệm nhưng không đạt được kết quả mong muốn dù rằng đã mạnh mẽ chỉ trích chính quyền về các chính sách đối phó với cuộc khủng hoảng kinh tế bấy giờ cũng như việc ủng hộ thành phần biểu tình chống chính phủ từng chiếm đóng hai phi trường ở Bangkok vào năm 2008, gây thiệt hại hàng tỷ đô la Mỹ và làm mất uy tín của quốc gia này. "Thủ tướng nghĩ rằng chính phủ đã có thêm sự ổn định và điều này sẽ làm cho công việc của ông dễ dàng hơn," theo lời phát ngôn viên chính phủ Panithan Wattanayakorn, nói sau cuộc bỏ phiếu. Đảng Dân chủ của Abhisit giữ thế đa số trong liên minh cầm quyền tại Hạ viện. Theo phía đối lập, kết quả cuộc bỏ phiếu không phải là điều đáng ngạc nhiên, nói rằng họ "hài lòng" với những nỗ lực vừa qua và "sẽ tiếp tục theo sát hành động của chính phủ," theo phát ngôn viên đảng Phuea Thai, Prompong Nopparit.
Chaiyan Chaiyaporn, một giáo sư khoa học chính trị ở trường đại học Chulalongkorn tại Bangkok, nói rằng phía đối lập biết họ sẽ không thành công trong cuộc bỏ phiếu bất tín nhiệm nhưng dùng cuộc tranh luận để mở đường cho các cuộc biểu tình phản đối sau này của thành phần ủng hộ Thaksin, cáo buộc chính phủ là đã lên cầm quyền nhờ vào các biện pháp không dân chủ.

## Bao vây văn phòng Thủ tướng, đòi chính phủ từ chức
Ngày 26 tháng 3, hơn 20.000 người bao vây văn phòng thủ tướng, đòi hỏi chính phủ phải từ chức và chế diễu việc phân phát tiền bạc cho hàng triệu người có mức thu nhập thấp là một cách mua chuộc. Cuộc biểu tình khởi sự trong lúc chính phủ của Thủ tướng Vejjajiva khởi sự gửi ra các chi phiếu trị giá 2.000 baht (khoảng 55 Mỹ kim) cho hàng triệu người dân Thái trong nỗ lực kích thích nền kinh tế suy thoái của quốc gia này. "Phải chăng ông Abhisit định mua chuộc chúng ta? Điều này sẽ không thành công. Chúng ta sẽ tiếp tục biểu tình cho đến khi nào chính quyền bất hợp pháp này sụp đổ," một nhà lãnh đạo cuộc biểu tình, Nattawut Sai-kua, đặt câu hỏi.
Phía thân ông Thaksin mở ra các cuộc mít tinh với sự tham dự của đông đảo dân chúng tại ít nhất 10 tỉnh ở phía Bắc và Đông Bắc Thái Lan, những nơi mà sự ủng hộ dành cho ông Thaksin rất mạnh mẽ. Những người biểu tình chống chính phủ Abhisit nói họ sẽ bao vây tòa nhà chính phủ trong ít nhất là ba ngày nhưng sẽ không chiếm đóng nơi này như thành phần chống đối Thaksin đã làm trước đó. Tư lệnh cảnh sát đô thành Bangkok, Trung tướng ppWorapong Chiwpreecha]] nói khoảng 10.000 cảnh sát và binh sĩ đã được huy động để bảo vệ an ninh trật tự.

## Thủ tướng bác bỏ lời đòi hỏi từ chức của phía đối lập
Ngày 27 tháng 3, Thủ tướng Abhisit bác bỏ những đòi hỏi ông phải từ chức trong khi hàng ngàn người biểu tình chống chính phủ tiếp tục bao vây văn phòng của ông sang tới ngày thứ nhì. Chừng 5.000 người tụ tập biểu tình vào trưa ngày 27/3 trong lúc các giới chức lãnh đạo lên diễn đàn để đọc diễn văn lên án chính quyền hiện tại. Thêm nhiều người khác dự trù sẽ kéo đến tham dự biểu tình và để nghe lời phát biểu của ông Thaksin, ở ngoại quốc, qua bài diễn văn được truyền hình từ một địa điểm bí mật. Abhisit không nghĩ rằng cuộc biểu tình sẽ biến thành bạo động. Các cuộc biểu tình lúc bấy giờ thường ôn hòa. Abhisit không đến văn phòng ngày 27/3 nhưng dự trù đến làm việc nơi đây ngày 30/3 và bác bỏ những đề nghị để chính phủ họp ở những địa điểm tạm thời như chính phủ trước đã làm. Những người ủng hộ Thaksin cũng sử dụng phương pháp "sức mạnh quần chúng" như phía chống đối trước đây.
Sau khi sống lưu vong, cựu Thủ tướng Thaksin vẫn thường xuyên lên tiếng trước những người ủng hộ ông qua các bài diễn văn được truyền hình từ ngoại quốc về. Ông xuất hiện ở nhiều quốc gia tại Châu Á, Trung Đông, Mỹ Latinh và ngày 27 tháng 3 năm 2009 lên tiếng từ Châu Phi. Thaksin công khai cáo buộc cố vấn cho vua Bhumibol Adulyadej là kẻ đã đứng sau những chuẩn bị đưa đến cuộc đảo chính năm 2006. Ông đã nhiều lần đưa ra lời cáo buộc này mà không nêu tên nhân vật đứng đầu Hội đồng Cơ mật của hoàng gia Thái Lan, Prem Tinsulanonda, một cựu tướng lãnh và từng là thủ tướng trong thập niên 1980. "Đừng kéo hoàng gia đi xuống. Hành động can dự vào chính trị của Hội Đồng Cơ Mật là điều rất không thích đáng vì sẽ làm người dân đặt câu hỏi về sự can dự của nhà vua vào chính trị," Thaksin nói, cáo buộc ông Prem và những người khác tội phá hoại nền dân chủ ở Thái Lan. Thaksin cũng lập lại những đòi hỏi của phía biểu tình đòi giải tán Quốc hội và tổ chức bầu cử mới. "Chúng tôi muốn có dân chủ thật sự tại Thái Lan. Chúng tôi muốn thấy công lý," Thaksin nói.

## Người biểu tình hứa không chiếm phi trường
Ngày 28 tháng 3, phía biểu tình chống chính phủ nói sẽ không chiếm đóng các phi trường ở Bangkok, như thành phần biểu tình khác đã làm hồi năm 2008, nhưng sẽ tiếp tục có áp lực cho đến khi nào thủ tướng Abhisit phải từ chức. Sau ba ngày bao vây văn phòng của Thủ tướng Abhisit, con số từ khoảng mấy ngàn người biểu tình có giảm xuống so với khoảng 30.000 người hiện diện nơi đây ngày 26/3. "Chúng tôi sẽ ở đây vô hạn định. Chiến lược của chúng tôi là tiếp tục tạo thêm áp lực. Chiến lược này sẽ được điều chỉnh thường xuyên," theo lời một nhân vật lãnh đạo biểu tình, Nattawut Sai-kua, nói thêm rằng các cuộc biểu tình sẽ lan ra một số địa điểm khác mà ông từ chối không tiết lộ.

## Abhisit không đến văn phòng
Thủ tướng Abhisit không đến văn phòng của ông ngày 30 tháng 3, trong khi hàng ngàn người biểu tình tiếp tục bao vây nơi này và đòi hỏi ông phải từ chức, bất chấp lệnh của cảnh sát là phải giải tán. Bên ngoài văn phòng thủ tướng, cảnh sát sử dụng loa phóng thanh ra lệnh cho người biểu tình phải giải tán, nếu không sẽ có các biện pháp từ nhẹ đến nặng để đẩy họ đi nơi khác. Tuy nhiên lời cảnh cáo này có vẻ chỉ làm cho người biểu tình cương quyết hơn mà thôi. "Hãy chuẩn bị đối phó với cuộc bố ráp. Nhưng chúng ta không có gì phải sợ. Hàng ngàn người sẽ kéo đến hỗ trợ chúng ta nếu cảnh sát dùng võ lực," theo lời lãnh tụ biểu tình Nattawut Sai-kua nói với đám đông, khuyên họ hãy chuẩn bị khăn ướt và nước sạch để tự bảo vệ nếu cảnh sát dùng hơi cay. Các lãnh tụ phía biểu tình cũng kêu gọi các tài xế xe tắc xi, phần lớn gồm những người đến từ vùng thôn quê và hậu thuẫn ông Thaksin, hãy đậu xe của họ ở các con đường luôn bị kẹt cứng ở thủ đô Bangkok để làm tê liệt thành phố này nếu giới hữu trách tìm cách dẹp đám đông bao vây văn phòng chính phủ.

## Dân chúng tiếp tục bao vây văn phòng Thủ tướng
Ngày 1 tháng 4, hàng ngàn người biểu tình bất chấp án lệnh của tòa là phải chấm dứt việc cản trở con đường dẫn vào văn phòng thủ tướng, cương quyết tiếp tục bao vây nơi này cho đến khi chính phủ từ chức. Cuộc biểu tình ngày 1/4 là sự trộn lẫn của các bài diễn văn nảy lửa và bầu không khí vui vẻ nhộn nhịp. Người biểu tình ca hát nhảy múa những bài nhạc cổ truyền trên đường phố trong giờ nghỉ giải lao. Thực phẩm và các món giải khát được cung cấp miễn phí cho người biểu tình. "Chúng tôi sẽ không đi đâu cho đến khi đạt chiến thắng. Chúng tôi phải đưa Thái Lan trở lại con đường dân chủ qua sự bất tuân hành dân sự," theo lời lãnh tụ phía biểu tình, Nattawut Sai-kua.
Ông Nattawut cũng nói phía biểu tình sẽ kháng án quyết định của tòa sơ thẩm đưa ra ngày 31/3 buộc họ phải chấm dứt việc cản đường. Trong một nỗ lực nhằm gia tăng áp lực đối với chính quyền, người biểu tình dự trù tuần hành đến Bộ Tài chánh ngày 2 tháng 4, để bày tỏ sự không hài lòng với việc điều hành nền kinh tế trong nước. Họ kêu gọi hàng chục ngàn người ủng hộ họ trên cả nước hãy cùng tham dự cuộc mít tinh ngày 1/4. Hàng trăm cảnh sát chống bạo loạn và binh sĩ võ trang khiên và nón sắt đứng canh gác bên trong tòa nhà chính phủ. Hàng trăm người khác được bố trí quanh đó. Nhưng không có chỉ dấu nào cho thấy lực lượng an ninh sẽ thi hành án lệnh của tòa. "Chúng tôi kêu gọi người biểu tình hãy tuân theo án lệnh. Tuy nhiên chúng tôi sẽ không dùng võ lực vì sẽ chỉ đưa quốc gia vào tình trạng hỗn loạn," Phó Thủ tướng Suthep Thuaksuban nói.

## Abhisit bày tỏ sự lo ngại
Vào tối ngày 6 tháng 4, Thủ tướng Abhisit lên đài truyền hình toàn quốc để bày tỏ sự lo ngại của chính phủ về tình trạng bạo động có thể xảy ra và cảnh cáo rằng lực lượng an ninh sẽ có mọi biện pháp cần thiết để duy trì luật pháp và trật tự. "Chúng ta sẽ không để xảy ra nội chiến hay cuộc nổi dậy của quần chúng. Nếu tình hình này dẫn đến bạo loạn, chính phủ sẽ không đứng yên," Abhisit nói.

## Người biểu tình tấn công xe thủ tướng
Ngày 7 tháng 4, người biểu tình bao vây xe của thủ tướng Abhisit và đập bể một cửa kính khi ông đi ngang nơi dân chúng đang tụ tập, làm tăng thêm sự căng thẳng chỉ một ngày trước khi phía chống chính phủ dự trù tổ chức một cuộc biểu tình lớn lao mà Abhisit cho rằng đang gây ra mối lo ngại về nội chiến ở quốc gia này. Thủ tướng Abhisit không bị hề hấn gì trong cuộc tấn công của khoảng 20 người biểu tình, vây quanh đoàn xe của ông khi rời khỏi một khách sạn ở Pattaya, cách thủ đô Bangkok chừng 150 cây số về phía Nam, theo lời phát ngôn viên chính phủ Isara Suntornwat. Người biểu tình đập, đá và đập vào xe bằng "vật cứng" trong một cuộc đối đầu ngắn ngủi trước khi đoàn xe chạy đi. Các nhân viên an ninh sau đó chuyển ông Abhisit sang xe khác trước khi tiếp tục đi về Bangkok. "Tôi không hoảng sợ. Tôi vẫn có thể làm việc bình thường," Abhisit tuyên bố với báo chí ở Bangkok.
Cuộc tấn công này là hành vi bạo động đầu tiên nhắm vào Abhisit, và cũng có tính cách hung hãn nhất kể từ khi những người biểu tình kéo đến bao vây văn phòng chính phủ hai tuần trước đây để đòi Thủ tướng Abhisit từ chức. Những người biểu tình dự trù sẽ tuần hành từ văn phòng chính phủ đến nhà riêng của cố vấn cao cấp nhất của Vua Bhumibol Adulyadej là cựu Thủ tướng Prem Tinsulanonda, cáo buộc ông này là đã tổ chức cuộc đảo chính năm 2006 để lật đổ Thaksin. Prem đã bác bỏ lời cáo buộc tổ chức đảo chính nhưng lời tố cáo ít thấy nhắm vào Hội đồng Cơ mật mà ông Prem đứng đầu đã phá vỡ một điều cấm kỵ ở Thái Lan, nơi hoàng gia và những cận thần đều được nể vì. Theo Tư lệnh cảnh sát đô thành Bangkok, Trung tướng Worapong Chiewpreecha, thì hơn 4.000 cảnh sát viên được bố trí bên ngoài nhà ông Prem và văn phòng thủ tướng ngày 8/4.

## Phản đối cố vấn của nhà vua

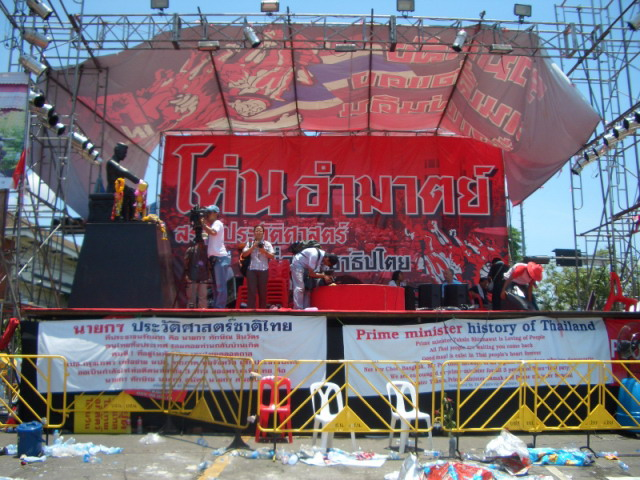
Vũ đài của phe áo đỏ

Đến ngày 8 tháng 4, khoảng 100.000 người biểu tình đòi lật đổ chính phủ hiện hữu bày tỏ sự phẫn uất của họ đối với cựu Thủ tướng Prem Tinsulanonda vì cáo buộc rằng ông đã gây nguy hại cho nền dân chủ bằng cách tổ chức cuộc đảo chính của quân đội vào năm 2006. Phần lớn những người biểu tình tập trung ở căn nhà gần Bangkok của chủ tịch Prem, để đòi hỏi ông phải từ chức tại hoàng cung vì đã tổ chức cuộc đảo chính lật đổ người họ ngưỡng mộ, là cựu Thủ tướng Thaksin. Họ cũng đòi hỏi đương kim Thủ tướng Abhisit phải từ nhiệm. Những người biểu tình mặc áo đỏ vỗ tay reo hò trong khi các nhân vật lãnh đạo đọc những bài diễn văn nảy lửa để lên án ông Prem, nguyên tham mưu trưởng quân đội và cựu thủ tướng, đồng thời cáo buộc quân đội, guồng máy tư pháp và những viên chức chính quyền không do dân bầu lên đã can thiệp vào chính trị ở Thái Lan. "Hãy ngưng việc giật dây từ sau hậu trường cho một thiểu số và gây phương hại cho đa số. Chúng tôi không chấp nhận điều đó!" ông Jatuporn Phromphan, một nhân vật lãnh đạo phía biểu tình hô lớn.
Ông Prem, người bác bỏ các cáo buộc liên quan đến vụ đảo chính, ở trong nhà được sự bảo vệ của quân đội và cảnh sát ngoài đường phố cũng như trong sân nhà của ông. Vua Bhumibol Adulyadej được đại đa số dân chúng Thái Lan kính trọng, và theo truyền thống, sự kính nể này cũng dành cho những người chung quanh ông. Việc đưa ra lời cáo buộc cố vấn nhà vua can dự vào chính trị là điều húy kị chưa từng thấy trong lịch sử Thái Lan. Cuộc biểu tình vĩ đại ngày 8/4 có thể đã đánh dấu một thời điểm quyết định nữa trong cuộc khủng hoảng chính trị ở Thái Lan vốn đã kéo dài từ khi có những cuộc biểu tình chống ông Thaksin với lời cáo buộc tham nhũng và lạm quyền, dẫn đến cuộc đảo chính năm 2006.

## An toàn cho các nguyên thủ đến dự Hội nghị ASEAN
Ngày 9 tháng 4, những người biểu tình làm tê liệt giao thông tại một số nơi trong thủ đô Bangkok và đe dọa sẽ kéo về biểu tình ở khu nghỉ mát dự trù có cuộc họp thượng đỉnh của khối ASEAN, trong lúc giới hữu trách tìm cách trấn an các nhà lãnh đạo 15 quốc gia dự trù sẽ đến tham dự vào vài ngày sắp tới rằng họ sẽ được bảo vệ an toàn.
Các nhà lãnh đạo cuộc biểu tình ở Bangkok thảo luận xem có nên kéo về Pattaya, nằm cách Bangkok khoảng 145 cây số về phía Nam, để tạo thêm áp lực lên Thủ tướng Abhisit hay không. Các cuộc biểu tình lan ra khắp thủ đô Bangkok ngày 9/4 khi những người chống đối dùng xe tắc xi để cản đường, gây ra tình trạng kẹt xe trầm trọng, hầu tạo thêm áp lực lên chính phủ Abhisit. Tài xế xe tắc xi có cảm tình với những người chống đối đã đậu xe của họ ngay giữa một khu vực vốn đã bị kẹt xe là Đài Kỷ niệm Chiến thắng, làm tê liệt nhiều con đường. "Chúng tôi kêu gọi có thêm các tài xế tắc xi làm điều này nếu Abhisit không từ chức. Những người như chúng tôi có đến hàng ngàn," theo lời một phát ngôn viên của giới tài xế tắc xi, ông Kongkiat Janpeum. Giám đốc cảnh sát đô thành Bangkok, Trung tướng Worapong Chiewpreecha, kêu gọi người biểu tình hãy chấm dứt tình trạng cản trở lưu thông, nhưng cũng nói cảnh sát sẽ không dùng võ lực để giải tán họ.

## Biểu tình ngay tại địa điểm họp hội nghị thượng đỉnh Đông Á
Hàng ngàn người biểu tình chống chính phủ kéo về thành phố nghỉ mát Pattaya, nơi có một hội nghị thượng đỉnh châu Á để tạo thêm áp lực đòi chính phủ Abhisit phải từ chức, nhưng đồng ý rút lui sau một ngày đối đầu với binh sĩ, hứa hẹn sẽ quay trở lại nơi đây để tiếp tục biểu tình.
Hội nghị Đông Á diễn ra bao gồm khối ASEAN với 10 thành viên và Trung Quốc, Nhật Bản, Hàn Quốc, Ấn Độ, Úc, và New Zealand. Các nhà lãnh đạo từ các quốc gia nêu trên đều tham dự, ngoại trừ Ấn Độ, và các cuộc họp sơ khởi của các giới chức cao cấp đã khởi sự ngày 9/4 tại một khách sạn sang trọng ở Pattaya. Những người biểu tình đe dọa sẽ cản trở cuộc họp của các nhà lãnh đạo thuộc 16 quốc gia châu Á, có mục tiêu giải quyết cuộc khủng hoảng tài chính toàn cầu và gia tăng mức trao đổi mua bán trong vùng. Theo Thủ tướng Abhisit, cuộc họp thượng đỉnh sẽ tiếp tục như đã định. "Tôi muốn nhấn mạnh rằng chúng tôi có bảo vệ an ninh và bảo đảm rằng các cuộc họp tại đây sẽ diễn ra một cách tốt đẹp," ông tuyên bố trong một cuộc họp báo với đa số câu hỏi liên quan đến cuộc biểu tình. Cuộc đối đầu giữa khoảng 2.000 người biểu tình mặc áo đỏ và vài trăm binh sĩ trang bị chống bạo động là biến chuyển mới trong cuộc khủng hoảng chính trị kéo dài ở Thái Lan và một sự xấu hổ cho quốc gia này.
Các nhà lãnh đạo từ các quốc gia Đông Nam Á đến địa điểm họp an toàn, theo lời Abhisit. Tuy nhiên các đại biểu khác phải tự kiếm cách đi vòng qua khu vực biểu tình, vốn đã dựng lên các chướng ngại vật trên con đường dẫn đến nơi họp nằm trên ngọn đồi. Một số những người này phải đi bộ dọc theo bờ biển, trong các bộ quần áo sang trọng để đến nơi họp.
Dù đã rút đi vào chiều ngày thứ Sáu, 10 tháng 4, những người biểu tình nói họ có thể sẽ trở lại. "Chúng tôi đã nói được điều muốn nói. Chính phủ này không hợp pháp. Chúng tôi sẽ quay trở lại ngày mai nếu những đòi hỏi của chúng tôi không được đáp ứng," theo lời Arisman Pongreungrong, một người lãnh đạo đoàn biểu tình. Những người biểu tình đòi một đại diện quốc tế, chứ không muốn gặp một viên chức Thái Lan, ra nhận một bức thư đòi Abhisit phải từ chức. Một người đại diện phái đoàn Malaysia ra nhận thư để đoàn biểu tình rút lui. Trên đường trở ra, đoàn biểu tình này bị vài trăm người thuộc phía ủng hộ ném đá và họ phản ứng lại. Hai bên hỗn chiến cho đến khi cảnh sát đến nơi giải tán.
Cuộc họp thượng đỉnh khởi sự sáng ngày 10/4 với cuộc họp của các ngoại trưởng từ 10 quốc gia thành viên Hiệp Hội Các Quốc gia Đông Nam Á và buổi họp chính diễn ra ngày 11/4 khi các vị nguyên thủ ASEAN gặp các nhà lãnh đạo Trung Quốc, Nhật Bản và Nam Hàn. Các cuộc họp chấm dứt ngày 12/4 sau Hội nghị Thượng đỉnh Nam Á, có thêm các quốc gia Ấn Độ, Úc và New Zealand, nâng tổng số quốc gia tham dự lên 16 nước. Phó tổng giám đốc cảnh sát quốc gia Thái Lan, Wiroj Pahonvej, ước lượng có khoảng 2.000 người biểu tình đã đến nơi này. Khoảng 8.000 cảnh sát viên được huy động đến canh gác ở Pattaya. Không biết rõ con số binh sĩ được đưa đến nơi này.

## Người biểu tình tràn ngập nơi họp, chính phủ hủy bỏ hội nghị thượng đỉnh Đông Á
Những người biểu tình tràn vào một trung tâm hội nghị nơi các nhà lãnh đạo châu Á sẽ họp ngày 11 tháng 4, phá cửa và đi lùng từng phòng để kiếm thủ tướng. Chính phủ Thái Lan thông báo hủy bỏ hội nghị và di tản các nhà lãnh đạo bằng trực thăng. Những người biểu tình tuyên bố chiến thắng và bỏ ra khỏi trung tâm hội nghị này khoảng một tiếng đồng hồ sau đó. "Chúng tôi đã chiến thắng. Chúng tôi ngăn không cho họ tổ chức hội nghị thượng đỉnh. Tuy nhiên chúng tôi chưa đạt được mục tiêu của mình. Chúng tôi sẽ tiếp tục biểu tình ở Bangkok cho đến khi Abhisit từ chức," theo lời Jakrapob Penkair, một trong những người lãnh đạo phía biểu tình.
Abhisit lên đài truyền hình toàn quốc để ban hành tình trạng khẩn trương trong khu vực quanh hội nghị, nhưng thu hồi lệnh này khoảng sáu giờ sau đó khi các nhà lãnh đạo quốc tế đã rời khỏi Pattaya an toàn. Ông gọi những người biểu tình là "kẻ thù của Thái Lan." Vụ rối loạn này là một sự bẽ mặt lớn lao cho Abhisit. Vụ này làm tăng sự căng thẳng, và gia tăng khả năng có cuộc đụng độ giữa quân đội và người biểu tình. Mặc dù có khoảng 8.000 cảnh sát viên được huy động để bảo vệ hội nghị ở Pattaya, khi khoảng 2.000 người biểu tình tràn vào trung tâm hội nghị thì chẳng thấy số cảnh sát này đâu mà chỉ gặp sự ngăn cản yếu ớt của một nhóm nhỏ binh sĩ không võ trang và sau đó nhanh chóng bị đè bẹp.
Chín nhà lãnh đạo các quốc gia trong khối ASEAN đã có mặt trong một khách sạn gần đó, ngay trong khu vực hội nghị, khi người biểu tình tràn vào phòng họp. Thủ tướng Abhisit nói rằng các nhà lãnh đạo "rất thông cảm" về việc bất ngờ phải hủy bỏ cuộc họp. Phát ngôn viên chính phủ, Panitan Wattaavagorn, hy vọng cuộc họp thượng đỉnh sẽ được tổ chức lại trong vài tháng tới.

## Nổi loạn ở Bangkok tiếp theo việc ban hành tình trạng khẩn trương
Ngày 12 tháng 4, Thaksin Shinawatra kêu gọi có cuộc cách mạng tiếp theo việc dân chúng nổi loạn ở thủ đô Bangkok. Người biểu tình chiếm đoạt các xe buýt công cộng và bao vây các xe quân đội trong sự thách đố công khai tiếp theo việc chính phủ tuyên bố tình trạng khẩn trương tại thủ đô. Các nhóm người chống chính phủ xuất hiện tại nhiều nơi ở Bangkok, một số hung hăng đập phá xe chở thủ tướng Abhisit Vejjajiva và các phụ tá của ông, trong khi những người khác đánh đập người qua đường có lời nói sỉ vả họ. Có ít nhất 10 ngã tư bị người biểu tình chiếm đóng, dùng xe buýt để cản trở lưu thông trên các con đường lớn, gây ra tình trạng kẹt xe trầm trọng. Tướng cảnh sát Vichai Sangparpal nói có tới 30.000 người biểu tình xuống đường ở nhiều nơi trong thành phố. Các xe cảnh sát vứt bỏ lại ở một số ngã tư bị cướp phá.
Thaksin kêu gọi có cuộc cách mạng và nói ông có thể sẽ trở về để lãnh đạo cuộc cách mạng này. "Khi chiến xa được đưa ra ngoài đường phố, đó cũng là lúc người dân tiến hành cuộc cách mạng. Và nếu cần, tôi sẽ trở về quê hương," ông nói trong một thông điệp gửi bằng điện thoại tới những người đang bao vây văn phòng chính phủ.
Việc ban hành tình trạng khẩn trương cấm sự tụ tập của hơn năm người, cấm báo chí loan tải những tin tức bị coi là đe dọa đến trật tự xã hội và cho phép chính phủ được huy động quân đội để đàn áp nổi dậy. Phát ngôn viên quân sự, đại tá Sansern Kaewkamnerd, nói binh sĩ và cảnh sát được đưa đến hơn 50 vị trí quan trọng trong thủ đô, kể cả các nhà ga và trạm xe buýt. Sự hiện diện của quân đội không phải là dấu hiệu sắp có đảo chính, một nét đặc trưng trong lịch sử chính trị Thái Lan.
Ngày 12 tháng 4 có các chỉ dấu cho thấy chính phủ một lần nữa có thể sẽ không ngăn cản được người biểu tình. Người biểu tình bao vây hai trong số ba chiếc thíêt vận xa đậu bên ngoài một khu thương xá sang trọng ở trung tâm thủ đô Bangkok, vẫy cờ Thái Lan trong sự vui mừng. Một phụ nữ lớn tuổi leo lên một trong các xe này và hô lớn "Dân chủ!" trước khi người biểu tình ra lệnh cho các binh sĩ phải lái thiết vận xa trở về doanh trại.
Bên ngoài bộ Nội vụ, một đám đông giận dữ tấn công chiếc xe của thủ tướng Abhisit bằng các cây dài, thang, và ngay cả các chậu cây khi chíêc xe này tìm cách thoát đi một cách chậm chạp giữa vòng vây. Tùy viên của thủ tướng và tài xế của ông ta cũng bị tấn công và bị thương tích nặng nề. Cảnh sát với trang bị chống biểu tình đứng gần đó nhưng không có hành động gì. "Tôi tin rằng mọi người đã nhìn thấy điều gì xảy ra cho tôi. Họ đã nhìn thấy người biểu tình tìm cách hành hung tôi và đập chiếc xe," ông Abhisit phát biểu trên đài truyền hình.
"Chính phủ này sẽ không làm được gì. Chúng tôi sẽ cho họ thấy điều mà hàng chục ngàn người dân không có võ khí trong tay sẽ làm được. Người dân sau cùng sẽ cai trị đất nước Thái Lan thân yêu của mình," theo lời Lada Yingmanee, 37 tuổi. Một trong số những người lãnh đạo cuộc biểu tình ở Pattaya ngày 11/4, ông Arisman Pongruengrong, bị bắt ngày 12/4 và chở bằng trực thăng đến một trại lính để bị thẩm vấn.
Cũng có tin nói đã xảy ra các cuộc biểu tình ở một số nơi trong vùng bắc và đông bắc Thái Lan, với một nhóm biểu tình đe dọa sẽ cản trở lưu thông trên cây cầu chính nối liền Thái Lan và Lào qua sông Mê Kông. Chủ tịch Hội đồng Du lịch Thái Lan, Kongkrit Hiranyakit, nói quốc gia này có thể sẽ mất ít nhất 200 tỉ baht (khoảng 5,6 tỉ mỹ kim) nếu du khách ngần ngại không đến nơi đây như đã từng xảy ra sau khi có cuộc chiếm đóng hai phi trường tại Bangkok. Du lịch là nguồn ngoại tệ chính của Thái Lan và rất quan trọng trong tình trạng suy thoái kinh tế toàn cầu lúc bấy giờ.

## Nhiều nước khuyên công dân đừng đến Thái Lan
Ngày 12/4, Bộ Ngoại giao Anh đưa ra lời khuyến cáo các công dân Anh hãy xem xét lại dự định tới thăm Thái Lan của họ, chiếu theo tình hình hỗn loạn. Hàng năm có vào khoảng một triệu du khách Anh sang thăm Thái Lan, nhất là vào mùa hè. Vào thời điểm này cũng có vào khoảng 40.000 công dân Anh đang sinh sống tại Thái Lan, nên Bộ Ngoại giao Anh cũng phải kêu gọi các người này, tránh di chuyển gần các nơi có các cuộc biểu tình, mà nên lưu lại trong nhà thì an toàn hơn.
Cùng ngày 12/4, Bộ Ngoại giao Singapore cũng khuyến cáo các công dân của mình tránh sang thăm Thái Lan, hay đến các nơi nghỉ mát lý tưởng của Thái Lan, như bãi biển Pattaya, ngoại trừ trong các trường hợp cần thiết mà thôi. Bộ Ngoại giao và Thương mại Úc cũng khuyên can các công dân Úc nên xem lại việc sang thăm Bangkok cũng như các tỉnh lân cận, và cảnh giác các công dân Úc đã có mặt sẵn tại Thái Lan, là hãy tránh các sự di chuyển không cần thiết. Chính phủ Canada cũng đưa ra các lời báo động đối với các công dân của mình, là tránh du lịch sang Thái lan, và nếu đã lỡ có mặt bên trong Thái Lan, thì hãy tránh đến gần các khu vực đã có biểu tình hay sắp sửa có biểu tình.

## Giao tranh trên đường phố Bangkok
Hàng ngàn binh sĩ nổ súng cảnh cáo và bắn lựu đạn cay để đẩy lui những người biểu tình chống chính phủ vào tối ngày 13 tháng 4 ở thủ đô Bangkok, buộc họ phải rút vào một khu phố nơi các cuộc đụng độ với dân chúng địa phương làm hai người thiệt mạng.
Cuộc nổ súng vào đêm 13/4 xảy ra sau một ngày đụng độ giữa thành phần biểu tình, và các binh sĩ được trải ra khắp thành phố. Phía quân đội nổ súng chỉ thiên và bắn lựu đạn cay về phía người biểu tình, sau cùng dồn phần lớn chạy vào khu vực bên ngoài tòa nhà chính phủ. Tại nơi đây, thành phần lãnh đạo phong trào biểu tình nói họ sẽ cố thủ đến cùng. Có hai người thiệt mạng trong các vụ đụng độ giữa người biểu tình và dân chúng thành phố giận dữ vì các hành vi bạo động. Có hơn 100 người bị thương trong các cuộc hỗn chiến kéo dài trong suốt 12 tiếng đồng hồ trên đường phố thủ đô.

## Kết thúc
Nhiều lãnh đạo biểu tình tự nguyện nộp mình cho cảnh sát ngày 14 tháng 4, chấm dứt bạo động. Khi quân đội bao vây địa điểm chính của cuộc biểu tình, gần Nhà Chính phủ, những người biểu tình đồng ý chấm dứt hoạt động của họ. Chính phủ khẳng định các biện pháp hòa bình đối với những người biểu tình, đưa đón miễn phí được cung cấp cho những người biểu tình trở về nhà của họ ở các tỉnh. Các cuộc biểu tình kết thúc một cách 'chính thức' và ôn hòa trong khoảng thời gian giữa trưa.
Ngày 14/4, nhà cầm quyền Thái Lan đưa ra trát bắt giam 13 người, kể cả ông Thaksin, về tội khuyến khích dân chúng phạm luật và làm rối loạn trật tự công cộng. Những tội danh này có hình phạt từ bảy năm đến hai năm tù. "Ông Thaksin chỉ là một biểu tượng... Tôi khâm phục ông ta nhưng nếu ông về nước và làm điều sai quấy thì chúng tôi cũng sẽ từ bỏ ông. Đây không phải là vì ông Thaksin. Đây là vì người dân Thái Lan. Tôi muốn được quyền quyết định vận mệnh đất nước này," theo lời Surasak Chaiyanond, 36 tuổi, một trong 200 người đến trước cửa tòa án Bangkok để bày tỏ sự ủng hộ tinh thần đối với thành phần lãnh đạo nhóm biểu tình bị bắt.

## Dư âm

### Thaksin kêu gọi hòa giải
Cựu Thủ tướng Thaksin hưởng ứng lời kêu gọi của phía đối nghịch với ông là phải có sự hòa giải tuy nhiên những bất đồng ý kiến dẫn đến tình trạng bạo loạn trên đường phố Bangkok vẫn còn tiếp tục ngày 16/4, khi những người ủng hộ ông từ chối không chịu chấm dứt cuộc tranh đấu của họ nhằm lật đổ chính phủ Thái Lan.
Thaksin bác bỏ hình thức bạo động tràn lan trên đường phố thủ đô Thái Lan, khi những người ủng hộ ông và các đồng minh có các cuộc đối đầu với cảnh sát và quân đội cũng như với dân chúng sinh sống trong một số khu vực, khiến ít nhất hai người thiệt mạng và hơn 130 người khác bị thương. Thaksin nói với phái viên AP tại Dubai, nơi ông đang sống lưu vong, chỉ vài giờ sau khi đối thủ chính trị của ông, Thủ tướng Abhisit cũng lên tiếng kêu gọi hòa giải.
"Chiến tranh sẽ không bao giờ chấm dứt bằng chiến tranh, chỉ có thể chấm dứt bằng thương thuyết," theo lời Thaksin, người trước đó đã kêu gọi thành phần ủng hộ ông hãy khởi sự một "cuộc cách mạng" để đòi dân chủ. "Nếu chính phủ muốn có hòa giải, tôi sẽ khuyến khích phía áo đỏ tham gia," Thaksin nói, đề cập đến màu áo mà những người ủng hộ ông đang mặc để dễ phân biệt với phía chống ông Thaksin mặc áo vàng. Thaksin cũng muốn vị vua Bhumibol Adulyadej giúp hàn gắn những rạn nứt chính trị trầm trọng. "Tôi kính xin Hoàng Thượng hãy can thiệp... đó là giải pháp duy nhất," ông nói trong cuộc phỏng vấn kéo dài 20 phút.

### Thiệt hại kinh tế
Tình trạng bạo động đe dọa làm giảm lợi nhuận thu được từ kỹ nghệ du lịch và có thể làm 200.000 người trong kỹ nghệ này bị mất việc, theo lời Hongkrit Hiranyakit, chủ tịch Hội đồng Du lịch Thái Lan. Tình hình cũng có thể làm cho giới đầu tư ngoại quốc phải suy nghĩ lại trước khi đổ tiền vào xây dựng các cơ xưởng hay các hình thức đầu tư khác, nhất là khi cuộc bạo động này xảy ra chỉ vài tháng sau khi một nhóm đối nghịch chống chính quyền trước đây đã chiếm đóng hai phi trường ở Bangkok trong một tuần lễ, làm hàng trăm ngàn du khách bị kẹt lại và gây thiệt hại nặng nề cho nền kinh tế.
Tình trạng bất ổn khiến cho các khu thương xá và cửa hàng phải đóng cửa, các buổi lễ do chính phủ tổ chức để đón mừng năm mới phải hủy bỏ. Hơn một chục quốc gia, kể cả Hoa Kỳ, đưa ra lời khuyến cáo dân chúng nên tránh đến Thái Lan trong tình hình lúc này và những người đang ở nơi này không nên ra đường và tránh xa nơi có biểu tình.